# Équipe cycliste Ceramiche Refin
L’équipe cycliste Ceramiche Refin est une ancienne équipe cycliste fondée sous le nom Brescialat-Refin en 1994. Elle ne connut que quatre saisons avant de devenir l'équipe Mobilevetta, qui fut co-sponsor lors de la saison 1997.

## Histoire
L'équipe née en 1994 sous le nom de Brescialat-Refin avec Renzo Pesenti à sa tête. Cependant, dès 1995, l'équipe se scinde en deux avec d'un côté l'équipe cycliste Brescialat, qui participe au Tour de France, et l'équipe Refin, menée par Primo Franchini. Celui-ci recrée une nouvelle équipe avec le co-sponsor Ceramiche Refin, l'un des leaders dans l'industrie du carrelage et de la porcelaine en Italie.
L'équipe s'appuie sur une partie de l'équipe Brescialat de 1994 avec Heinz Imboden et Johan Capiot en guise de meneurs. L'équipe se distingue sur le Tour d'Italie 1995 grâce à Imboden qui finit huitième du classement final. La première année se termine sur un bilan très positif qui amène l'équipe à revoir ses ambitions à la hausse. 
En 1996, Refin recrute Djamolidine Abdoujaparov afin de pouvoir espérer remporter un nombre important de victoires grâce à la pointe de vitesse de celui-ci, couplée à celle d'Andreas Kappes déjà présent dans l'effectif. L'équipe accueille également Assiat Saitov, premier Soviétique à avoir porté un maillot distinctif sur un grand tour. L'équipe, après un Tour d'Italie réussi, est logiquement sélectionnée au Tour de France où elle fait belle figure, remportant une étape de moyenne montagne par le biais d'Abdoujaparov parti en solitaire dans la côte finale. L'équipe perd à la fin de l'année de nombreux coureurs de renom. 
En 1997, l'équipe s'appuie sur un effectif renouvelé et sur Stefano Colagè et Marco Lietti, qui encadre un effectif très jeune. L'année voit l'équipe participer une dernière fois au Giro et au Tour d'Espagne. Le sponsor se retire à la fin de l'année. L'année suivante l'équipe Mobilvetta, du nom du co-sponsor, est créée, reprenant une partie de l'effectif de Refin. 

## Classement mondial

### Classement FICP
- 1994 : Felice Puttini : 79e
- 1995 : Felice Puttini : 58e
- 1996 : Mauro Bettin : 63e
- 1997 : Stefano Colagè : 114e

### Équipe
Avant 1995, il existe un seul groupe unique. L'Union cycliste internationale met en place à partir de 1995 un système de divisions.
- 1994 : GS1
- 1995 : GS1
- 1996 : GS1
- 1997 : GS1

## Principaux coureurs
- Belgique : Eric Vanderaerden : 1994
- Belgique : Johan Capiot : 1995
- Belgique : Jo Planckaert : 1996
- Suisse : Heinz Imboden : 1994 - 1996
- Suisse : Felice Puttini : 1994 - 1997
- Allemagne : Andreas Kappes : 1995 - 1996
- Allemagne : Tobias Steinhauser : 1996 - 1997
- Ouzbékistan : Djamolidine Abdoujaparov : 1996
- Russie : Sergei Uslamin : 1995 - 1997
- Russie : Assiat Saitov : 1996
- Italie : Flavio Giupponi : 1994
- Italie : Rodolfo Massi : 1995 - 1996
- Italie : Leonardo Piepoli : 1995 - 1997
- Italie : Stefano Colagè : 1996 - 1997
- Italie : Luca Mazzanti : 1997
- Italie : Fabio Roscioli : 1995 - 1996
- Italie : Marco Lietti : 1997
- Italie : Mauro Bettin : 1996 - 1997
- Italie : Fabrizio Bontempi : 1994

## Grands tours

### Tour d'Espagne
- 1994 : Fabio Roscioli, 55e
- 1997 : Leonardo Piepoli, 26e

### Tour d'Italie
- 1994 : Flavio Giupponi - 17e
- 1995 : Heinz Imboden - 8e
- 1996 : Rodolfo Massi - 35e + 1 étape Rodolfo Massi
- 1997 : Felice Puttini - 27e

### Tour de France
- 1996 : Leonardo Piepoli - 17e + 1 étape - Djamolidine Abdoujaparov

## Championnats du monde
- 1994 : Heinz Imboden - Abandon : Felice Puttini - 12e
- 1995 : Felice Puttini - 10e : Leonardo Piepoli - Abandon
- 1996 : Felice Puttini - 26e : Andreas Kappes - Abandon
- 1997 : Tobias Steinhauser - Abandon : Sergei Uslamin - 76e

## Palmarès

### Championnats nationaux
- Championnats de Suisse de cyclisme sur route : Felice Puttini : 1994 et 1995

### Grands Tours

#### Tour d'Italie
- 1996 : 10e étape - Rodolfo Massi

#### Tour de France
- 1996 : 16e étape - Djamolidine Abdoujaparov

### Autres grandes courses

#### Tirreno-Adriatico
- 1994 : 4e étape - Mario Manzoni
- 1995 : 5e étape - Gianluca Pierobon
- 1996 : 2e étape - Djamolidine Abdoujaparov

#### Tour de Suisse
- 1994 : 6e étape - Heinz Imboden et 8e étape - Fabio Roscioli
- 1996 : 9e étape - Mauro Bettin

#### Tour du Portugal
- 1994 : 6e étape - Felice Puttini et 11e étape - Roberto Pelliconi
- 1996 : 13e étape - Assiat Saitov

#### Tour du Trentin
- 1995 : Heinz Imboden + 1 étape
- 1996 : 4e étape - Leonardo Piepoli et 5e étape - Rodolfo Massi

#### Trois jours de la Panne
- 1994 : Fabio Roscioli